# Arrocera Santa Fe
Arrocera Santa Fe ist eine Ortschaft in Uruguay.

## Geographie
Der Ort befindet sich auf dem Gebiet des Departamento Treinta y Tres in dessen Sektor 2. Arrocera Santa Fe liegt nordwestlich von Arrocera Bonomo, südwestlich von Arrocera Las Palmas und südöstlich von Mendizábal (El Oro).

## Einwohner
Arrocera Santa Fe hatte bei der Volkszählung im Jahre 2011 25 Einwohner, davon 13 männliche und zwölf weibliche. Bei den vorhergehenden Volkszählungen von 1963 bis 2004 wurden für den Ort keine statistischen Daten erfasst.
| Jahr | Einwohner |
| ---- | --------- |
| 1996 | -         |
| 2004 | -         |
| 2011 | 25        |

Quelle: Instituto Nacional de Estadística de Uruguay